# جين جونسون (واثب عالي)
جين جونسون (بالإنجليزية: Gene Johnson)‏ هو واثب عالي أمريكي، ولد في 11 مارس 1941.